# Иммуноглобулины G

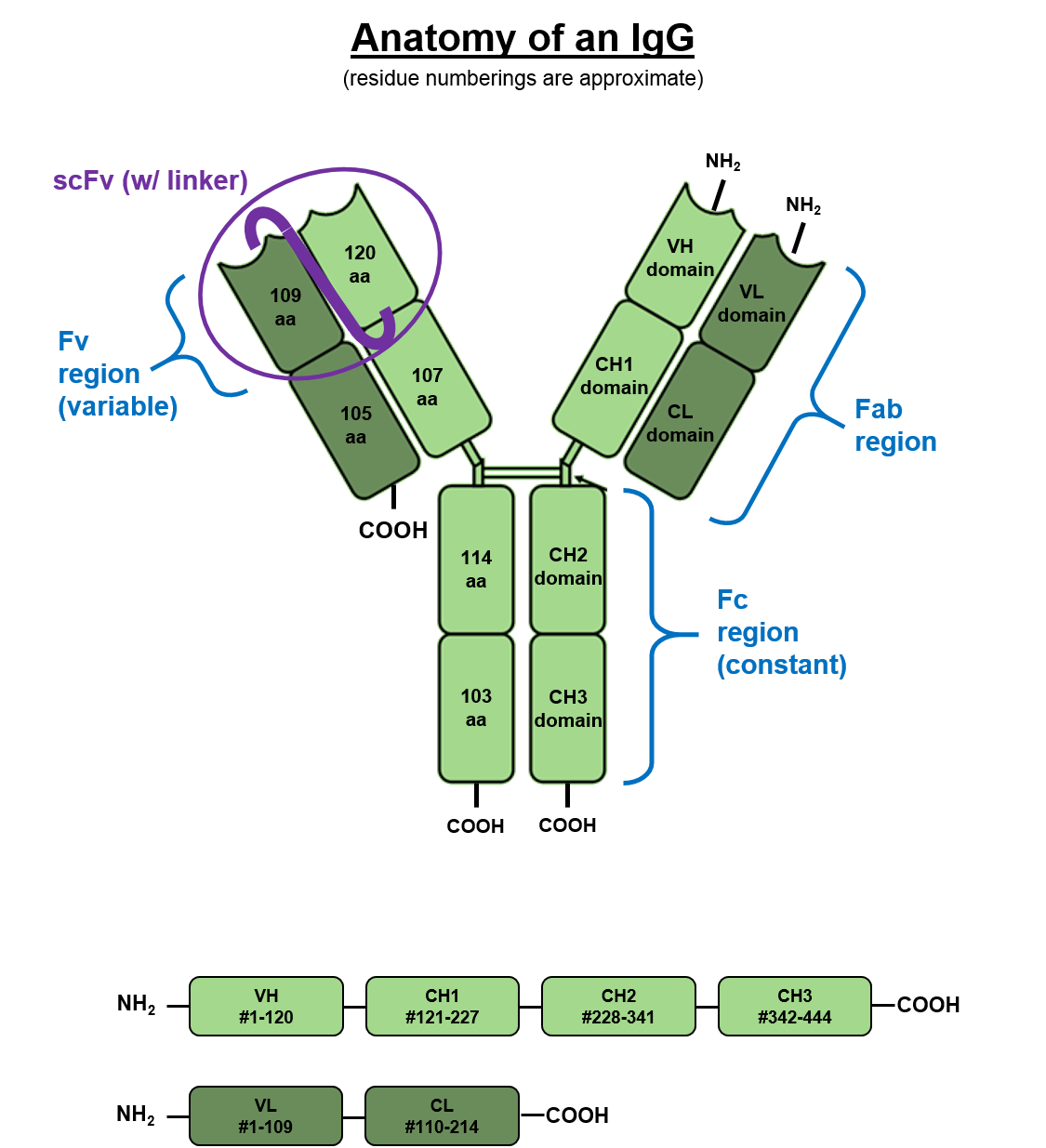
Строение иммуноглобулина G

Иммуноглобули́ны G (IgG) — класс антител. IgG составляют около 75 % антител плазмы крови у человека и являются наиболее часто встречаемыми в кровотоке антителами. IgG продуцируются плазматическими B-клетками, и каждая молекула IgG имеет два сайта связывания антигена.

## Структура
Антитела IgG — крупные молекулы массой около 150 кДа, состоящие из четырёх полипептидных цепей. Одна молекула IgG содержит две идентичные тяжёлые цепи типа γ массой около 50 кДа и две лёгкие цепи массой около 25 кДа. Две тяжёлые цепи связаны друг с другом и с лёгкими цепями посредством дисульфидных связей. Получающийся тетрамер состоит из двух идентичных половин, которые вместе формируют Y-образную структуру. На каждом конце «вилки» находится по одному сайту связывания с антигеном, которые имеют вариабельную структуру. «Ствол» Y-образной структуры константен, обозначается Fc и содержит высококонсервативные сайты N-гликозилирования. Присоединённые к Fc N-гликаны обогащены фукозой и образуют сложные структуры. Некоторые из этих гликанов также содержат N-ацетилглюкозамин и α-2,6-связанные остатки сиаловой кислоты.

## Функции
Антитела составляют главную часть гуморального иммунитета. IgG — главный тип антител крови и межклеточной жидкости, поэтому принимает участие в контроле инфекции по всему телу, связываясь с самыми разными патогенами: вирусами, бактериями, грибками. Связывание IgG с патогенами вызывает их иммобилизацию и связывание друг с другом (агглютинацию). Покрывание поверхности патогена молекулами IgG (опсонизация) позволяет фагоцитам распознать, поглотить и уничтожить его. Кроме того, IgG активирует классический путь системы комплемента, который приводит к образованию белков, уничтожающих патоген. Молекулы IgG также способны к связыванию и нейтрализации токсинов. Этот вид антител играет важную роль в зависимой от антител клеточной цитотоксичности (англ. antibody-dependent cellular cytotoxicity, ADCC) и внутриклеточный опосредованный антителами протеолиз за счёт связывания с TRIM21 (рецептор клеток человека, обладающий максимальной афинностью к IgG). В результате этих процессов вирионы направляются на разрушение в протеасомах цитозоля. IgG также связаны с реакциями гиперчувствительности II и III типов. IgG образуются за счёт переключения классов антител, поэтому они участвуют преимущественно во вторичном иммунном ответе. IgG секретируется в виде мономеров, которые легко проникают в ткани. IgG — единственный вид антител, способный к проникновению через плаценту при помощи специальных рецепторов, обеспечивая защиту плода in utero. Наряду с IgA, которые входят в состав грудного молока, остатки IgG, проникнувшие в плод через плаценту, обеспечивают гуморальный иммунитет младенца, пока его собственная иммунная система не начала работать. Высокий процент IgG содержится в молозиве, особенно коровьем. В течение первых шести месяцев младенец имеет, по сути, иммунитет матери и имеет защиту против тех патогенов, с которыми она сталкивалась, пока полученные от матери антитела не разрушаются. IgG участвуют в развитии аллергических реакций и могут предотвращать анафилактические реакции, опосредованные IgE, взаимодействуя с антигенами раньше, чем это сделают IgE, связанные с тучными клетками. Таким образом, IgG блокируют системную анафилаксию, вызванную проникновением в организм небольшого количества антигена, вместе с тем участвуя в анафилактических реакциях, спровоцированных большим количеством антигена.

## Подклассы
У человека выделяют четыре подкласса IgG (обозначаются IgG1, IgG2, IgG3 и IgG4), пронумерованные в зависимости от их многочисленности в плазме крови (IgG1 — самый многочисленный).
| Название                                                 | Процент | Пересекает ли плаценту | Активатор комплемента | Связывание с рецептором Fc на фагоцитирующих клетках | Время полужизни |
| IgG1                                                     | 66 %    | да (1,47)*             | второй по силе        | высокое сродство                                     | 21 день         |
| IgG2                                                     | 23 %    | нет (0,8)*             | третий по силе        | очень низкое сродство                                | 21 день         |
| IgG3                                                     | 7 %     | да (1,17)*             | самый сильный         | высокое сродство                                     | 7 дней          |
| IgG4                                                     | 4 %     | да (1,15)*             | нет                   | промежуточное по силе сродство                       | 21 день         |
| * Отношение концентраций в крови пуповины и крови матери |         |                        |                       |                                                      |                 |

Поскольку IgG различных подклассов имеют противоположные свойства (некоторые активируют комплемент, некоторые нет; некоторые обладают высоким сродством к рецептору Fc, другие нет) и иммунный ответ на любой антиген приводит к образованию антител всех четырёх подклассов, долгое время оставалось неясным, как работа различных подтипов IgG согласована друг с другом. В 2013 году была предложена модель, согласно которой на ранних этапах иммунного ответа происходит образование IgG3 и IgE, и IgG3 присоединяется к IgM-опосредованному ответу на антиген. Далее происходит образование IgG1 и IgG2. Относительное соотношение IgG разных подклассов определяет силу последующего воспалительного ответа. Наконец, если антиген всё ещё не уничтожен, образуются антитела подкласса IgG4, которые снижают силу воспаления, подавляя активность фагоцитирующих клеток.
Различной способностью к активации комплемента подклассов IgG можно объяснить вредоносность некоторых антител, направленных против донора, при трансплантации органов.

## Значение для диагностики
Измерение содержания IgG в плазме крови может быть диагностическим инструментом для ряда состояний, таких как аутоиммунный гепатит. В клинике уровень IgG в крови считают индикатором активации иммунной системы индивидуума против определённого патогена. По концентрации IgG можно судить об иммунитете человека против кори, свинки, краснухи, гепатита B, ветрянки и других инфекционных болезней. Однако уровень IgG не используется при диагностике аллергии.